# Лесовое (Шептицкий район)
Лесовое (укр. Лісове) — село в Великомостовской городской общине Шептицкого района Львовской области Украины.
Население по переписи 2001 года составляло 34 человека. Занимает площадь 0,100 км². Почтовый индекс — 80344. Телефонный код — 3252.